# Miroidea
Miroidea Hahn, 1831, è una superfamiglia di Insetti Rincoti (Sottordine Heteroptera), comprendente in generale specie fitofaghe. Rappresenta il raggruppamento più vasto nell'ambito degli Eterotteri.

## Morfologia

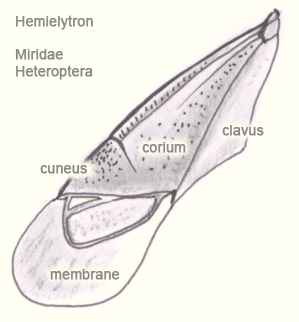
Morfologia dell'emielitra dei Miridi.

Caratteri generali della superfamiglia sono il corpo depresso e allungato, con una forma più o meno slanciata e delicata. Le antenne, pur essendo composte da soli 5 articoli sono piuttosto allungate per il marcato sviluppo in lunghezza degli antennomeri intermedi.
Le emielitre presentano la parte sclerificata suddivisa in due aree, il corio (esterno) e il clavo (interno), ma a differenza degli altri Eterotteri, nella zona distale del corio si differenzia una terza area di forma triangolare, detta cuneo. La venatura differenzia, nella parte membranosa, una o più frequentemente due cellule alari.

## Regime dietetico
La maggior parte dei Miroidei ha un regime dietetico fitofago e non mancano specie che hanno una particolare dannosità. Nell'ambito della superfamiglia sono però presenti, oltre a specie mirmecofile anche specie zoofaghe. 
Queste ultime si comportano come predatrici di Artropodi (altri Insetti e Acari), alcune molto attive al punto da essere allevate e impiegate come insetti ausiliari in metodi di lotta biologica.
Va inoltre precisato che diverse specie hanno un regime dietetico misto e possono passare dalla fitofagia alla zoofagia o viceversa in funzione delle disponibilità alimentari.

## Sistematica
La superfamiglia si suddivide in due famiglie, i Microphysidae e i Miridae, quest'ultima la più vasta e rappresentativa.